# 紙谷太朗
紙谷 太朗（かみたに たろう、男性、1976年10月1日 - ）は、日本のティアラデザイナー、アートディレクター。大阪府出身。

## 経歴
広告代理店、デザイン事務所などを経て、2007年にNY ADC賞（Hybrid）を史上最年少で受賞した。
2008年、世界初のオーダーメードのティアラデザイナーとしてデビュー。主な仕事に、ホテル日航東京、ホテル日航東京、富士屋ホテル、シェラトン・グランデ・トーキョーベイ・ホテル、八芳園のオリジナルティアラ、映画『ウルトラマンゼロ』のオリジナルティアラ、東京建物THE PEAK ブリリアシティ横浜磯子のCMのオリジナルティアラ、ハースト婦人画報社『ELLE mariage』の企画でレディー・ガガ、ペネロペ・クルス、ナタリー・ポートマン、テイラー・モンセンをイメージしたティアラを発表。タレントの優木まおみがハワイ挙式でのティアラをオーダメイドしている。
お笑いタレントの田村淳がテレビ朝日系列のバラエティ番組『ロンドンハーツ』の『ジュニアとロンブー淳のラブ婚vsダメ婚SP!! 』でティアラをオーダメイドしている。

## 人物
- ティアラデザイナーになったのは、自身の結婚式で、妻のオリジナルティアラをデザインしたことがきっかけ。

## 主な仕事

### オリジナルティアラ
- ホテル日航東京
- 富士屋ホテル
- シェラトン・グランデ・トーキョーベイ・ホテル[6]、
- 八芳園
- 映画『ウルトラマンゼロ』
- 東京建物THE PEAK ブリリアシティ横浜磯子

## 受賞歴
- ニューヨークADC賞（hybrid部門）[3]
- 毎日広告デザイン賞
- graniph design award2007
- 読売広告賞